# Iara Wortmann
Iara Silvia Lucas Wortmann (Porto Alegre, 01 de agosto de 1943), é uma pedagoga, professora e política brasileira.

## Percurso
Foi secretária estadual da educação nos governos de Pedro Simon e Antônio Britto (ambos do PMDB). Em 1998, se candidatou pelo PMDB a deputada estadual e foi acusada de usar a máquina da secretaria para fins eleitorais. Iara tornou-se suplente e em janeiro de 2001 assumiu como deputada na Assembleia Legislativa.
Em setembro de 2001, fez parte de um setor do PMDB gaúcho que rompeu com o partido, devido a disputas internas e por ser favorável a segunda candidatura presidencial e oposicionista de Ciro Gomes (PPS). O grupo — composto também pelo governador Antônio Britto, pelo deputado federal Nelson Proença e pelos deputados estaduais Berfran Rosado, Mário Bernd, Paulo Odone e Cézar Busatto — foi para o Partido Popular Socialista (PPS).
Na eleição de 2002, Iara conseguiu novamente a suplência de deputada estadual. Em 2007, Iara Busatto e Fogaça retornaram ao PMDB.